# Gernechamps
Gernechamps est un hameau de la commune de Lierneux dans la partie méridionale de la province de Liège en Région wallonne (Belgique). Avant la fusion des communes, Gernechamps faisait partie de la commune d'Arbrefontaine.

## Situation
Situé à 3 kilomètres à l'est du centre de Lierneux, ce petit hameau ardennais se trouve le long et à proximité de la route nationale 822 Manhay-Lierneux-Vielsalm. Il jouxte le hameau de Brux situé plus à l'ouest.

## Patrimoine
- Gernechamps compte quelques anciennes fermettes bâties en pierres de schiste parfois enduites de couleur blanche.